# Дендур

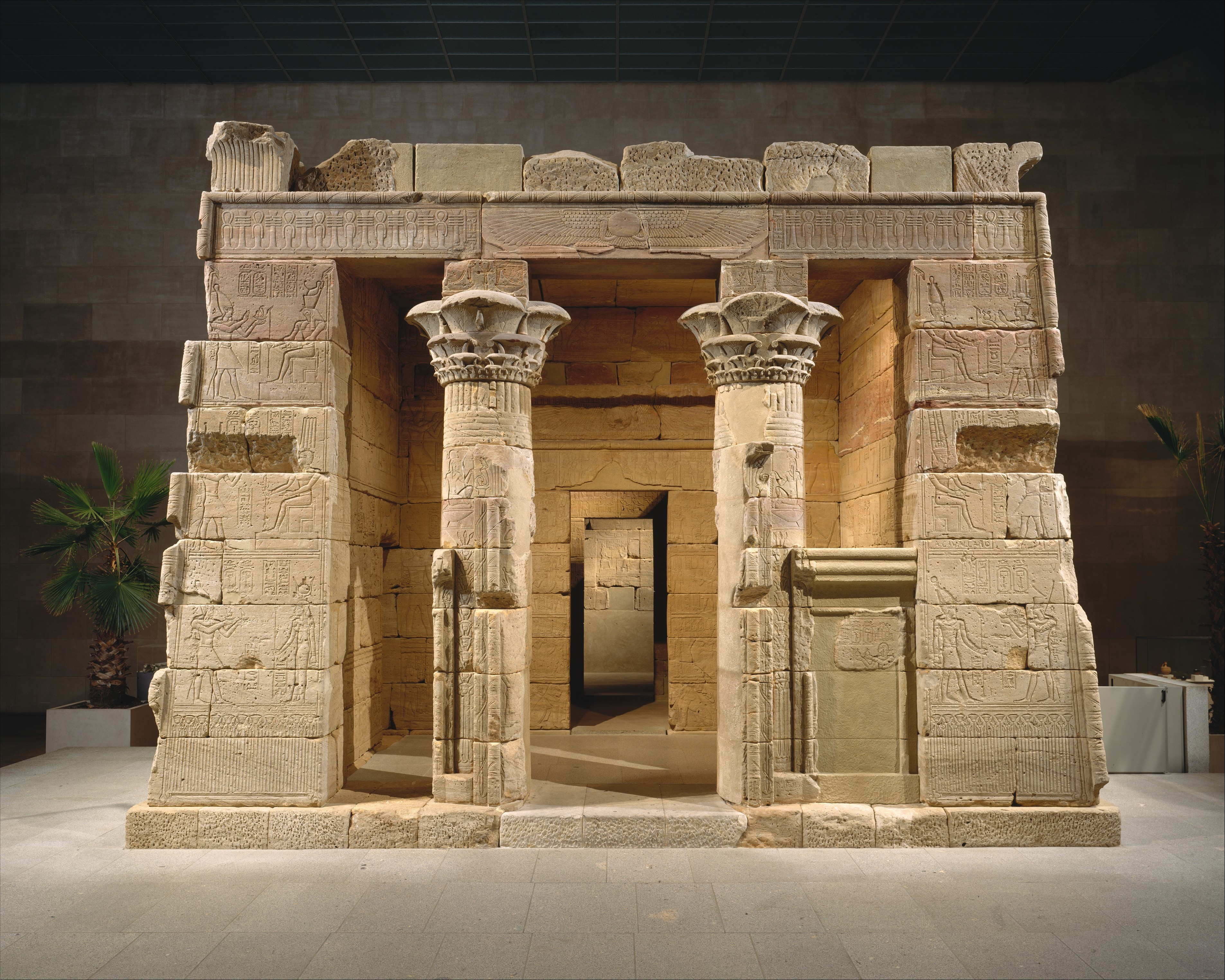
Храм Дендур в Метрополитен-музее, Нью-Йорк, США.

Храм Дендур — древнеегипетский храм, построенный около 15 года до н. э. римским правителем Египта Петронием в числе других египетских храмов, построенных по заказу императора Августа. Храм был посвящён Исиде и Осирису, а также двум обожествлённым сыновьям местного нубийского вождя, Педизе (данный Изидой) и Пахору (принадлежащий Гору). В 1960-х годах храм был перенесён с его первоначального местоположения и передан Музею искусств Метрополитен в Нью-Йорке, США, где выставляется с 1978 года.

## Архитектура и искусство

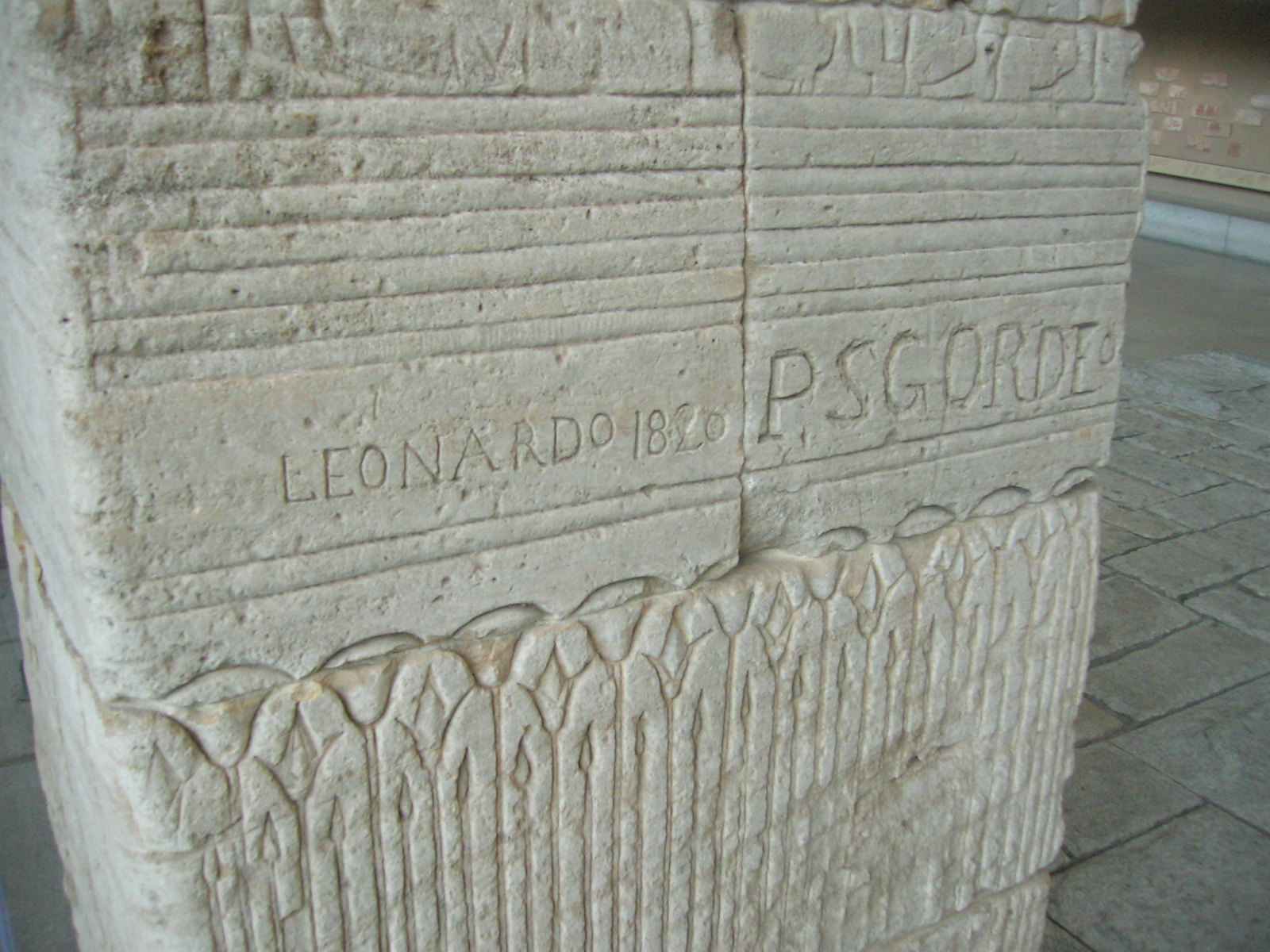
Граффити 19-го века

Храм построен из песчаника и имеет 25 метров в длину, а также 8 в высоту. с 30-метровой культовой террасы открывался вид на Нил. От храмовых ворот начинались две боковые стены, отделявшие сооружение от культовой террасы и реки. Храм частично украшен рельефами: основание храма украшено резьбой, изображающей папирусы и лотосы, растущие из вод Нила, символизируемых изображениями бога Хапи. Над воротами храма, а также над входом в храм находятся изображения Крылатого солнечного диска бога неба Гора, представляющего небо. Этот мотив повторяют грифы, изображённые над крыльцом. На внешней стороне стены император Август изображён в виде фараона, совершающего подношения божествам Исиде, Осирису, и их сыну Гору. Сюжет повторяется в первой комнате храма, где Август изображён молящимся и совершающим подношения. Август идентифицируется как «Цезарь» (на самом деле данное слово записано как «Киср», основываясь на его греческой форме «Кайсарос»). Августа также называют «Автотратор», изменённой формой титула автократор или автократ, греческого эквивалента титула император. Это неправильное написание вероятно сделано преднамеренно, чтобы добиться большей симметрии в иероглифах. Однако в некоторых других частях храма императора называют просто «фараоном». Средняя комната, использовавшаяся для подношений, и святилище Исиды в задней части храма не украшены, за исключением рельефов на дверной коробке и задней стене святилища. Последний показывает Пахора и Педизе в облике молодых богов, поклоняющихся Исиде и Осирису соответственно. Помещение храма размером 6,55×13 метров скромное, но хорошо спроектированное, имеет две передние колонны, зал для жертвоприношений и святилище с нишей для статуи. В заднюю стену была встроена крипта, а каменная камера в близлежащих скалах, возможно, представляла гробницы Педизе и Пахора, утонувших, как считается, в реке Нил.
В XIX веке посетители из Европы оставили на стенах храма граффити. Одна из самых ярких надписей («A L Corry RN 1817», на уровне глаз слева от входа в храм) была оставлена британским военно-морским офицером, а позже контр-адмиралом Армаром Лоури Корри. Ещё одна надпись была оставлена итальянским египтологом Джироламо Сегато.

## Перемещение

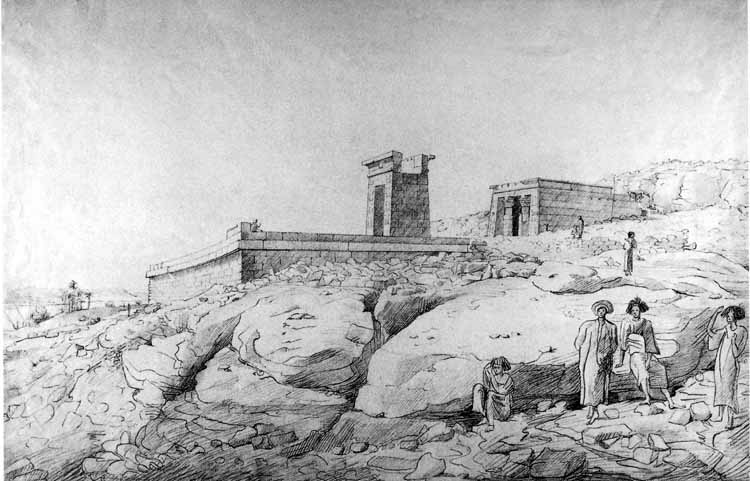
Храм Дендур на своём первоначальном месте. Рисунок Генри Солта.

Храм был разобран и вывезён с первоначального места (современное название Дендур, древнее — Тузис, примерно в 80 километрах к югу от города Асуан) в 1963 году. Это было выполнено в рамках более широкого проекта ЮНЕСКО, направленного на спасение важных объектов от затопления озером Насер, после строительства Асуанской плотины. В знак признания американской помощи в спасении других памятников, которым угрожало строительство плотины, Египет в 1965 году преподнёс храм и его ворота в дар Соединённым Штатам Америки в лице Жаклин Кеннеди. Общий вес каменных блоков храма был более 800 тонн, самые крупные из них весили более 6,5 тонн. Все они были упакованы в 661 ящик и доставлены в США на грузовом теплоходе Concordia Star. В Соединённых Штатах несколько учреждений подали заявки на конкурс на сооружение храма, прозванный в прессе «Dendur Derby». Альтернативные планы предполагали повторное возведение храма на берегу реки Потомак в Вашингтоне, или на реке Чарльз в Бостоне. Однако, эти предложения были отклонены, из-за опасений, что материал храма пострадает от внешних условий. 27 апреля 1967 года храм был передан Метрополитен-музею, где он был установлен в 1978 году в крыле Саклера. Бассейн перед храмом и наклонная стена за ним, представляют собой Нил и скалы в его первоначальном месте расположения. Стекло на потолке и северной стороне крыла Саклера обработано с целью рассеивания света и имитации освещения в Нубии.